# Tachardina bernardi
Tachardina bernardi är en insektsart som beskrevs av Alfred Serge Balachowsky 1950. Tachardina bernardi ingår i släktet Tachardina och familjen Kerriidae.
Artens utbredningsområde är Algeriet. Inga underarter finns listade i Catalogue of Life.